# NGC 4297
NGC 4297 is een lensvormig sterrenstelsel in het sterrenbeeld Maagd. Het hemelobject werd op 13 april 1784 ontdekt door de Duits-Britse astronoom William Herschel.

## Synoniemen
- MCG 1-32-18
- ZWG 42.41
- VCC 473
- KCPG 331B
- PGC 39940